# George Formby
Pour les articles homonymes, voir Booth et Formby (homonymie).
 (juin 2020).
Si vous disposez d'ouvrages ou d'articles de référence ou si vous connaissez des sites web de qualité traitant du thème abordé ici, merci de compléter l'article en donnant les références utiles à sa vérifiabilité et en les liant à la section « Notes et références ».
George Hoy Booth, dit George Formby, est un chanteur, musicien et comédien britannique, né le 26 mai 1904 à Wigan (Grand Manchester) et mort le 6 mars 1961 à Preston (Lancashire). Devenu une vedette au cinéma et au music-hall, il est notamment connu pour ses performances à l'ukulélé et au banjo.

## Biographie
George Formby, né dans le Lancashire, est l'aîné de sept enfants dont quatre filles. Son père, James Booth, est un comédien de music-hall célèbre qui utilise pour nom de scène George Formby Sr. 
Formé à la profession de jockey dès l'âge de sept ans, il fait sa première course à dix ans. À la mort de son père en 1921, Formby se détourne du monde équestre et commence une carrière au music-hall en utilisant l'ukulélé son père. Il commence par se produire sous le pseudonyme de George Hoy – Hoy est le nom de jeune fille de sa mère. 
En 1924, il épouse la danseuse Beryl Ingham, qui dirige sa carrière jusqu'à sa mort en 1960. Formby est un personnage public adulé par des millions de gens et un homme dominé par une épouse-manager des plus abusives dans la vie privée. Le couple n'a pas eu d'enfant.
Alors que l'ukulélé contribue à le rendre célèbre, il commence à en jouer comme un hobby, et l'utilise pour la première fois sur scène à la suite d'un pari[réf. nécessaire].
Le personnage qu'il incarne relève du benêt gentil et honnête, son côté humoristique souligné par son accent et son humour du Lancashire, son personnage de candide-à-qui-tout-réussit et son statut social sont assez comparables à ce qu'a pu représenter, en France, un acteur comme Fernandel.
Toutefois c'est son style musical original qui le fait vraiment sortir du lot – et qui fait nombre d'émules. Il interprète des chansons humoristiques, pleines de jeu de mots et de double-sens, s'accompagnant à l'ukulélé, sur lequel il met au point une technique de main droite syncopée et rapide caractéristique, principalement un motif ABC ABC AB joué sur deux mesures rapides à quatre temps.
En 1941, une de ses chansons, The Window Cleaner (en), est brièvement interdite sur les ondes de la BBC, à l'époque très prude, en raison d'un contenu un brin salace où l'innocent laveur de vitres se double d'un voyeur ironique. La très coriace épouse et manager de Formby fera valoir qu'elle a été chantée devant la famille royale et qu'elle est très appréciée de la Reine Mary. John Reith, le directeur de la BBC, revient à contrecœur sur sa décision.
Son premier disque est enregistré en 1932 avec le Jack Hylton Band, et son premier film, Boots! Boots! est réalisé en 1934. Le succès qui en découle lui permet de signer pour onze films supplémentaires avec Associated Talking Pictures, ce qui lui assure un revenu important de 100 000 livres sterling par an. Un contrat ultérieur avec Columbia Pictures lui rapporte 500 000 livres de plus.
Pendant six ans de 1934 à 1945, Formby est l'attraction qui rencontre le plus de succès au cinéma britannique. Il apparaît au Royal Variety Show de 1937, et se produit auprès des troupes engagées en Europe et en Afrique du Nord pendant la Seconde Guerre mondiale dans le cadre des ENSA (Entertainments National Service Association). Il reçoit l'Ordre de l'Empire britannique en 1946.
Son épouse meurt des suites d'une leucémie le 24 décembre 1960. Formby projette d'épouser Pat Howson, une enseignante de 36 ans, au printemps 1961. Après une première attaque cardiaque en 1951, il est victime d'une seconde attaque et meurt à Preston dans le Lancashire le 6 mars 1961. 
Formby est enterré dans le caveau familial. Près de 100 000 personnes s'y recueillent le jour de ses obsèques.

## Filmographie
- 1934 : Boots! Boots!
- 1935 : Off the Dole
- 1935 : No Limit, de Monty Banks
- 1936 : Keep Your Seats Please
- 1937 : Feather Your Nest
- 1937 : Keep Fit
- 1937 : Christmas Greetings of 1937
- 1938 : I See Ice
- 1938 : Christmas Greetings of 1938
- 1938 : It's in the Air
- 1939 : Trouble Brewing
- 1939 : Come on George!
- 1940 : Let George Do It
- 1940 : Spare a Copper, aussi connu comme Call a Cop
- 1941 : Turned Out Nice Again
- 1941 : South American George
- 1942 : Much Too Shy
- 1943 : Get Cracking
- 1944 : Bell Bottom George
- 1945 : He Snoops to Conquer
- 1945 : I Didn't Do It!
- 1946 : George in Civvy Street

## Chansons les plus célèbres
- When I'm Cleaning Windows
- With My Little Ukulele in My Hand
- Our Sergeant Major
- Leaning on a Lamp-post
- With My Little Stick of Blackpool Rock
- You Don't Need a Licence for That